# Adoni Maropis
Adoni Maropis (ur. 20 lipca 1963 roku w Pittsburgh) – amerykański aktor.

## Filmografia
- 2007:  Bone Eater jako Johnny Czarny Jastrząb
- 2004:  Alfie jako Farooz
- 2004:  Hidalgo – ocean ognia (Hidalgo) jako Sakr
- 2004:  Deviants, The jako Amir
- 2004:  Troja (Troy) jako Oficer Agamemnona
- 2004:  Close Call jako Pimp
- 2002:  Bad Company jako Jarma
- 2002:  Król Skorpion (Scorpion King, The) jako Wątpiący generał
- 2001:  Marzenia studentki (Personals: College Girl Seeking...) jako Joseph
- 2001–2003:  Tajne akcje CIA (Agency, The) jako Łysy strażnik (gościnnie)
- 2000:  Opętanie (Surrender) jako Bernie
- 2000:  Bar Hopping jako Abdul
- 2000:  Porwanie Artemidy (Under Pressure) jako First Mate
- 2000:  Mortal Kombat: Federation of martial arts jako Quan Chi
- 1999–2004:  Anioł Ciemności (Angel) jako Przywódca powstania (gościnnie)
- 1998–1999:  Mortal Kombat: Porwanie (Mortal Kombat: Conquest) jako Quan Chi (gościnnie)
- 1998–2002:  V.I.P. jako Boyle (gościnnie)
- 1996–1997:  High Incident (gościnnie)
- 1995–2005:  JAG – Wojskowe Biuro Śledcze (JAG) jako Komandor Vlahakis (gościnnie)
- 1993–2005:  Nowojorscy gliniarze (NYPD Blue) jako Avi Mosher (gościnnie)